# Messier 2
M2, Messierobjekt 2 eller NGC 7089 är en klotformig stjärnhop i stjärnbilden Vattumannen.
M2 är en av de största och äldsta kända klotformiga stjärnhoparna, med en diameter på ca 175 ljusår och en ålder på 13 miljarder år. Den är kompakt och mycket innehållsrik, med uppskattningsvis 150 000 stjärnor, däribland 21 kända variabla stjärnor.
M2 befinner sig 37 500 ljusår från jorden. Under extremt goda förhållanden är hopen nätt och jämnt skönjbar för blotta ögat. Med kikare eller ett litet teleskop ser man att den inte är en stjärna, medan större teleskop löser upp hopen i individuella stjärnor. De ljusstarkaste stjärnorna är röda och gula jättar med en skenbar magnitud på 13,1.

## Historia
M2 upptäcktes av Jean-Dominique Maraldi 1746. Charles Messier återupptäckte den 1760 men tog den för en nebulosa utan stjärnor. William Herschel var först att upptäcka individuella stjärnor i M2.